# Александровка (Маловисковская городская община)
Алекса́ндровка (укр. Олекса́ндрівка) — село в Маловисковской городской общине Новоукраинского района Кировоградской области Украины.
Население по переписи 2021 года составляло 569 человека. Почтовый индекс — 26243. Телефонный код — 5258. Код КОАТУУ — 3523180601.

## История
В 1946 году указом ПВС УССР село Александро-Гапсино переименовано в Александровку.
До 2020 года село входило в Маловисковский район